# Stara Synagoga w Gliwicach
Stara Synagoga w Gliwicach – pierwsza gliwicka synagoga zbudowana w 1812 roku na parceli położonej przy obecnej ulicy Kościelnej w Gliwicach. 
W latach 20. XX wieku gmina żydowska wybudowała na miejscu synagogi dom opieki dla starszych, samotnych członków gminy. 